# Poa pitardiana
Poa pitardiana är en gräsart som beskrevs av Hildemar Wolfgang Scholz. Poa pitardiana ingår i släktet gröen, och familjen gräs. Inga underarter finns listade i Catalogue of Life.